# الريعة (المضاربة والعارة)

تعديل مصدري - تعديل

الريعة هي إحدى قرى عزلة المضاربة بمديرية المضاربة والعارة التابعة لمحافظة لحج، بلغ تعداد سكانها 254 نسمة حسب تعداد اليمن لعام 2004.